# Landgraben (Leibi)
Der Landgraben ist ein etwa 22 km langes Fließgewässer im schwäbischen Landkreis Neu-Ulm in Bayern.

## Verlauf
Der Bach hat seine Quelle unweit östlich der A 7 nördlich von Tiefenbach, einem Ortsteil der Stadt Illertissen. Von dort fließt er in nördlicher Richtung, durch das Naturschutzgebiet Wasenlöcher bei Illerberg, durch den Stadtpark Wullenstetten und durch den Hauptort Senden. Er unterquert nacheinander die B 28, die St 2029 und die B 10. Er mündet östlich von Burlafingen, einem Ortsteil von Neu-Ulm, und unweit westlich der A 7 linksseitig in die Leibi, einen rechten Nebenfluss der Donau.